# Процесс Сланского
Процесс Сланского (чеш. Proces se Slánským), Процесс об антигосударственном заговоре вокруг Рудольфа Сланского (чеш. Proces s protistátním spikleneckým centrem Rudolfa Slánského) — проходивший в Чехословакии с 20 по 27 ноября 1952 года показательный суд над группой видных деятелей Коммунистической партии, пытавшихся выстроить дружественные отношения с лидером Югославии Иосипом Тито.

## События
Генеральный секретарь ЦК КПЧ Рудольф Сланский и 13 других высокопоставленных партийных и государственных деятелей, 11 из которых являлись евреями, были арестованы в конце 1952 года и обвинены в «троцкистско-сионистско-титовском заговоре». Их обвиняли в государственной измене, выдаче военных тайн, подрывной деятельности, экономическом саботаже и вредительстве, подготовке покушений на жизнь партийных и государственных вождей и т. п. В частности, Сланский обвинялся в том, что «насаждал на руководящие посты в партии и государственном аппарате врагов чехословацкого народа, прошедших школу американских разведчиков Даллеса и Филда».
На процессе 11 подсудимых были приговорены к смертной казни и казнены 3 декабря 1952 года, 3 были осуждены на пожизненное заключение. Государственным обвинителем выступал Йозеф Урвалек.
Процесс стал частью «чистки потенциально опасных элементов» в рядах компартий Восточной Европы. Клемент Готвальд, президент Чехословакии и лидер КПЧ, опасаясь быть вычищенным, решил принести в жертву Рудольфа Сланского, бывшего вторым лицом в партии.
Для помощи чехословацкой госбезопасности из Москвы прибыли инструкторы. Обвиняемые признали свою вину. В Чехословакии проходили митинги с требованиями смертной казни. В тюрьме Сланский пытался совершить самоубийство.
Процесс Сланского отличался беспрецедентно откровенной антиеврейской направленностью. На допросах подсудимых обвинители и судьи требовали признаний обвиняемых в том, что интересы чешских и словацких трудящихся были чужды им именно как евреям. На еврейское происхождение подавляющего большинства обвиняемых ссылались и как на фактор, облегчавший установление конспиративных связей. На процессе государство Израиль было представлено как орудие поджигателей новой мировой войны, как международный шпионский центр. Из признаний обвиняемых также следовало, что правительство Израиля добивалось выгодных для себя и грабительских для Чехословакии торговых соглашений; организовало тайный, противоречащий национальным интересам вывоз из страны оружия для израильской армии (хотя, по некоторым сведениям, Р. Сланский был единственным противником производившихся по указанию из Москвы в конце 1940-х годов поставок оружия из Чехословакии в Израиль); экономически ослабляло Чехословакию посредством незаконной массовой эмиграции в Израиль евреев, вывозивших из страны преступными путями огромные материальные и культурные ценности, и т. д. Среди выступавших на суде свидетелей, полностью подтвердивших все эти обвинения, были два гражданина Израиля — М. Орен (1905—1985), один из лидеров партии Мапам, и Ш. Оренштейн, в прошлом работник израильского дипломатического представительства в Праге, затем бизнесмен, которые были арестованы чехословацкими органами безопасности в 1951 году. В 1953 году суд Чехословакии приговорил обоих к пожизненному тюремному заключению, но в 1954 году они вышли на свободу. Впоследствии в своих воспоминаниях они подробно рассказали, как их принудили дать ложные показания.
Прозвучавшие на процессе Сланского антисемитские утверждения вызвали смятение среди тех представителей левой интеллигенции Запада, которые традиционно ориентировались на СССР.
Трёх приговоренных на процессе к пожизненному заключению освободили в 1955 году. Реабилитировали осуждённых только в 1963 году — негласным решением руководства КПЧ на основании выводов комиссии Драгомира Кольдера. В ходе Пражской весны президент Людвик Свобода 1 апреля 1968 года наградил девятерых жертв процесса Сланского высокими государственными наградами (в том числе шестерых — посмертно); Йозеф Франк и Эвжен Лёбл стали Героями ЧССР.

## Список обвиняемых
- Рудольф Сланский (1901), Генеральный секретарь ЦК КПЧ (казнён)
- Владимир Клементис (1902), Министр иностранных дел (казнён)
- Отто Фишль[чеш.] (1902), Заместитель министра финансов (казнён)
- Йозеф Франк (1909), Заместитель Генерального секретаря КПЧ (казнён)
- Людвик Фрейка[чеш.] (1904), Председатель Комитета по экономике Администрации президента (казнён)
- Бедржих Геминдер[чеш.] (1901), Председатель Международной секции ЦК КПЧ (казнён)
- Вавро Гайду[чеш.] (1913), Заместитель министра иностранных дел (пожизненное заключение)
- Эуген Лёбл[чеш.] (1907), Заместитель министра внешней торговли (пожизненное заключение)
- Артур Лондон (1915), Заместитель министра иностранных дел (пожизненное заключение)
- Рудольф Марголиус[чеш.] (1913), Заместитель министра внешней торговли (казнён)
- Бедржих Рейцин[чеш.] (1911), Заместитель министра национальной обороны (казнён)
- Андре Симоне[чеш.] (1895) (настоящее имя — Отто Кац), Главный редактор газеты «Руде Право» (казнён)
- Отто Шлинг (1912), Региональный секретарь КПЧ в Брно (казнён)
- Карел Шваб (1904), Заместитель министра нацбезопасности (казнён)

## Последствия
Процесс Сланского явился символической кульминацией репрессивной политики готвальдовского периода. Была проведена силовая консолидация партийно-государственного аппарата, деморализована и подавлена всяческая внутрипартийная оппозиция. Под руководством министра информации Вацлава Копецкого развернулась пропагандистская кампания в поддержку репрессивного курса с ритуальными изъявлениями преданности Клементу Готвальду. Состоялись «процессы второго уровня», в частности, «процесс региональных секретарей», на котором была приговорена к пожизненному заключению Мария Швермова, сестра казнённого по процессу Сланского Карела Шваба. Укрепились служебные и политические позиции заместителя министра национальной безопасности и главы StB Антонина Прхала, курировавшего следственные действия по процессу.
Сталин был полон решимости распространить чистку на все страны Восточной Европы. В Венгрии власти арестовали известных евреев, включая Лайоша Штеклера, возглавлявшего еврейскую общину страны, а жертвами проведенной чистки стали ответственные работники еврейской национальности в партии и правительстве. Подобные сообщения поступали и из Восточной Германии, где в середине января группа из десяти видных представителей еврейской общины бежала в Западный Берлин после того, как власти обвинили целый ряд восточногерманских коммунистов в «сговоре с четырнадцатью чешскими „предателями“». В Румынии 18 февраля 1953 года была арестована министр иностранных дел Анна Паукер. В этой атмосфере начали распространяться слухи о том, что Сталин собирается сослать советских евреев в отдаленные территории: в Казахстан, в Сибирь или в Биробиджан, административный центр Еврейской автономной области неподалёку от границы с Китаем.